# La mujer en el espejo (serie de televisión)
La mujer en el espejo es una serie de televisión colombiana realizada por  RTI Producciones en 1997 y transmitida por el Canal A. La historia original es de Andrés Huertas Motta y el diseño de proyecto y libretos de Andrés Huertas Motta y Magda Quintero. Estuvo protagonizada por Géraldine Zivic y Gustavo Ángel, con la participación antagónica de Martha Liliana Ruiz y las actuaciones estelares de Marcela Benjumea y Salvo Basile.

## Sinopsis
Ana Soler (Marcela Benjumea) es una joven inteligente y decidida de 25 años de edad que cree tener un grave problema: su aparente fealdad. Tanto es así, que se dedica a su carrera para olvidar las implicaciones que acarrean su apariencia física. Ana creció con su madre, Martha Soler (Consuelo Luzardo), y siempre creyó que su padre había muerto desde antes de que ella naciera. La vida de Ana es feliz hasta que Martha se reencuentra con Gustavo Santos (Julio del Mar), antiguo amor de Martha, padre biológico de Ana y millonario empresario presidente de la compañía de asesorías Pacific. Ana lleva casi un año buscando trabajo, y Martha aprovecha el encuentro para pedirle a Gustavo que le de la oportunidad a su hija de trabajar en Pacific. 
Lo que Ana y Martha desconocen es que Gustavo tiene un oscuro secreto. En su juventud, Gustavo le vendió su alma al diablo a cambio de amasar la gran fortuna heredada de su familia que antes perdió y de la que goza en el presente. Sin embargo, el pacto tiene un precio bastante alto: todos los que rodeen a quien hace un pacto los cubrirá la oscuridad y quien hace un pacto no sólo está condenando su alma al infierno sino que condena a su sangre (sus hijos y los hijos de sus hijos) a encontrarse con el diablo en algún momento de sus vidas y a hacer un pacto con este también. Gustavo solo comprendió el alto precio del pacto cuando perdió a su primera esposa y a su hijo en un trágico accidente. Por este motivo, sin saber que Martha estaba embarazada, Gustavo prefirió alejarse de ella para protegerla y se casó con Victoria (Martha Liliana Ruiz), una mujer malvada, ambiciosa y despiadada que nunca lo quiso y con quien nunca tuvo hijos. Ahora Gustavo se encuentra enfermo y lo único que quiere es salvar a su compañía de las garras de Victoria. 
Cuando Gustavo conoce a Ana, este se convierte inmediatamente en su benefactor: la hace su mano derecha nombrándola asistente de presidencia y la hace heredera de Pacific sin saber que ella es en realidad su hija ya que Martha cae gravemente enferma y muere al poco tiempo sin revelarles la verdad a Gustavo y Ana. Todo esto desata la ira de Victoria, quien ve a Ana como una amenaza a sus planes de poder y se ingenia la forma para destruirla. Entre tanto, Ana conoce a Alejandro (Gustavo Ángel), el brillante y joven abogado que es el hijo adoptivo de Gustavo y se enamora perdidamente de él. Sin embargo, lo peor está por venir: el diablo, que se encarna en un hombre elegante y siniestro, Luis Fiero (Salvo Basile), ha venido por el alma de Gustavo y para cumplir con la maldición que pesa sobre Ana por ser su hija.
Ana queda embarazada de Alejandro. Cuando Victoria se entera de esto, y de que Ana es además hija de su esposo, asesina a Gustavo e incrimina a Ana de su muerte y de robar a la compañía. Ana no puede demostrar su inocencia y huye con ayuda de Salomón (Mauro Donetti), un viejo amigo incondicional de Martha, a un pueblo apartado donde se esconde durante todo su embarazo y da a luz a un niño, Sebastián. Sin embargo, cuando Salomón intenta contactar a Alejandro para avisarle que su hijo va a nacer, es descubierto por Victoria quien logra dar con el paradero de Ana antes que Alejandro y le roba el bebé a las pocas horas de nacer sin que Ana pueda hacer nada para impedirlo. Esto y otra serie de eventos llevan a Ana a pensar que Alejandro está aliado con Victoria y desesperada huye del hospital en el que se encontraba para terminar agonizando sola, en una carretera vacía en la mitad de la noche. Es aquí cuando Luis Fiero se le aparece, la sana y la lleva a su mansión donde la encierra por cuatro años mientras que deja los documentos de Ana en el lugar de un fatídico accidente haciendo creer a todo el mundo que ella ha muerto. 
En la mansión de Luis Fiero, este manipula a Ana mostrándole que Victoria se quedó con Pacific, que los que la incriminaron de robar a la compañía están felices sin haber pagado por lo que cometieron, que Alejandro la olvidó y se casó con Patricia (Tania Fálquez), la soberbia sobrina de Victoria, y que nadie sabe dónde está Sebastián. Esto lleva a que Ana, tras resistirse por mucho tiempo, finalmente acepte hacer un pacto con Luis Fiero para recuperar a su hijo. Lo que Ana ignora es que Salomón logró recuperar a Sebastián y lo crio como si fuera su propio hijo esperando a que ella volviese algún día por él porque nunca la creyó muerta y fungiendo desde entonces como abuelo del niño. Además Luis Fiero le confirma a Ana que Gustavo es su padre y el pacto que tuvo con él antes de ser asesinado.
Ana hace el pacto con Luis Fiero y este le pone esta condición: para recuperar a Sebastián, ella deberá vengarse primero de todos los que la apartaron de él. Para lograr su objetivo, él le dará armas que harán el camino de la venganza más fácil: le da poder y presencia. Esta última la consigue cambiándole la apariencia y convirtiéndola en una bella e inteligente mujer, irresistible a los hombres, a la que le da el nombre de Mariana Ferrer (Géraldine Zivic). Sin embargo, esa belleza es irreal, ya que los demás pueden verla hermosa, pero si Ana se refleja en un espejo, saldrá a la luz su verdadera apariencia física.
Ahora, Ana convertida en Mariana regresa a Pacific para castigar a todos los que le hicieron daño. Pacific está rumbo a la quiebra por malos manejos y necesita de inversión externa para seguir existiendo. Esto le permite a Mariana entrar fácilmente a la compañía como una nueva socia inversionista mayoritaria con mucho poder para enfrentar a Victoria. Sin embargo, sus profundos deseos de venganza y la influencia de Luis Fiero la convertirán en un tormento peor de lo que fueron sus verdugos y en un ser oscuro alejado de lo que alguna vez fue Ana, pero con la firme promesa de vencer a Fiero en su propio juego.

## Elenco
- Géraldine Zivic - Mariana Ferrer
- Marcela Benjumea - Ana Soler
- Gustavo Ángel - Alejandro Santos
- Martha Liliana Ruiz - Victoria Robayo de Santos
- Salvo Basile - Luis Fiero 'El Diablo'
- Julio del Mar - Gustavo Santos
- Tania Fálquez - Patricia Robayo
- Mauro Donetti - Salomón Ángel
- Jorge Enrique Abello - Camilo Linares
- John Zea - Claudio Soto
- Consuelo Luzardo - Martha Soler
- Julio Correal - Alex Chicamocha
- Natalia Giraldo - Gladys de Chicamocha
- Manuela González - Diana Escobar
- Gemiro Gómez - Bartolomé
- Freddy Ordóñez - El Chulo
- Martha Lucía Pereiro - Mélanie
- Maritza Rodríguez - Camila
- Adriana Romero - Clemencia Santos
- Orlando Pardo - Santiago
- Geoffry Ruffell - Sebastián Santos Soler
- Mauro Urquijo - Alfred Nash
- Luis Alfredo Velasco - Ignacio Sainz
- Mara Echeverry - Teresa Blanco
- Guillermo Olarte - Médico
- Luis Fernando Munera - Abogado
- Julio Pachón - Capitán de policía
- Angeline Moncayo
- Víctor Rodríguez

## Versiones
- En el 2004  RTI Televisión  realizó una nueva versión para la cadena estadounidense Telemundo, La mujer en el espejo protagonizada por Paola Rey y Juan Alfonso Baptista. Si bien esta versión conserva algunos elementos como la transformación de una mujer poco agraciada en una hermosa, y pueden identificarse personajes como Ana/Mariana, Alejandro, Gustavo, Victoria y Patricia con nombres diferentes, el planteamiento y desarrollo de la historia difiere al de la versión de 1997. Esta versión también fue producida por Hugo León Ferrer, y en ella también participó Julio del Mar, quien interpreta en este rol a Néstor Fonseca.